# Marek Siwiec (ur. 1964)
Marek Siwiec (ur. 26 marca 1964 w Radomiu) – polski polityk, poseł na Sejm I kadencji.

## Życiorys
Z wykształcenia historyk. Prowadził konwersatoria z najnowszej historii powszechnej.
W 1991 uzyskał mandat posła na Sejm I kadencji. Został wybrany z listy ogólnopolskiej kandydatów w okręgu radomskim z ramienia Wyborczej Akcji Katolickiej. Pod koniec kadencji był członkiem Klubu Parlamentarnego Zjednoczenia Chrześcijańsko-Narodowego. Zasiadał w Komisji Administracji i Spraw Wewnętrznych oraz w Komisji Spraw Zagranicznych. Był także członkiem Podkomisji nadzwyczajnej ds. losów Trójkąta Wyszehradzkiego.
W okresie rządu Jerzego Buzka zajmował stanowisko szefa gabinetu politycznego ministra łączności. W 1998 został z listy Akcji Wyborczej Solidarność radnym sejmiku mazowieckiego I kadencji. Zasiadał w nim do 2002. W 2010 poparł kandydaturę Marka Jurka w wyborach prezydenckich i wszedł w skład jego społecznego komitetu poparcia.
Od 2014 do 2016 był prezesem zarządu Polskiej Wytwórni Papierów Wartościowych.